# Harpactes diardii
El trogón de Diard o surucuá de Diard (Harpactes diardii) es una especie de ave trogoniforme de la familia Trogonidae que habita en el sudeste asiático.

## Descripción
El trogón de Diard mide alrededor de 30 cm de longitud, incluida su larga cola. Presenta dimorfismo sexual en su coloración. Los machos tienen el plumaje de la cabeza y el pecho negro, con cierto tono rojizo en el píleo y una banda rojiza o rosada en la nuca. Su vientre es de color rojo intenso, y presenta una lista difusa blanquecina entre el pecho y el vientre. Su espalda es de color canela y sus alas son negras con un fino listado blanco en las coberteras. La parte superior de la cola es castaña en el centro y negra en los bordes y la parte inferior es blanca. Presentan un anillo ocular azul y su pico robusto y con la punta ligeramente curvada hacia abajo también es azul. En cambio, las hembras tienen la cabeza, espalda y pecho de color pardo oliváceo, y solo es canela su obispillo y la parte del listado de las alas que en los machos es blanca. Además su vientre es de un rojo menos intenso que el de los machos. 
Los machos de trogón de Diard se distinguen de los del trogón kasumba porque su lista roja es más estrecha, de tonos menos intensos y no empieza en la comisura del pico como en este último, además los machos de kasumba tienen el píleo totalmente negro. Las hembras de kasumba tienen el vientre canela anaranjado en lugar de rojo y el listado de sus alas blanco y negro como en los machos.

## Distribución
Se encuentra en la península malaya, Sumatra, Borneo, Bangka y las islas menores adyacentes, distribuido por las selvas de regiones bajas de Brunéi, Indonesia, Malasia, Singapur y Tailandia. Está amenazado por la pérdida de hábitat.